# Cerbois

Cerbois este o comună în departamentul Cher, Franța. În 1 ianuarie 2022 avea o populație de 398 de locuitori.